# Лујо Ловрић
Лујо Ловрић (Цриквеница, 1894 — Цриквеница, 26. новембар 1986) био је добровољац у Српској добровољачкој дивизији и официр Војске Краљевине Србије. Пореклом је био Хрват.
Рањен је септембра 1916. године на Добруџи и остао слеп.

## Предратни период
Лујо Ловрић је рођен 1894. године у Цриквеници уз само Јадранско море. Родио се у хрватској породици, мада поједини извори наводе да је био Србин са Сушака.
Припадао је организацији Југословенске уједињене националне омладине (ЈУНО) са центром на Сушаку. Учествовао је у издавању југословенских националистичких листова „Вал” и „Вихор”. Био је један од оснивача Југословенског ђачког савеза 1913. године у Ријеци. Они су се састајали са Франом Супилом, а имали су преписку и са Ивом Андрићем.

## Први светски рат
У Први светски рат је ушао као аустроугарски потпоручник и борио се на Источном фронту. Чим је пронашао погодан тренутак на фронту у Галицији, пребегао је Руској императорској армији. Априла 1916. године се прикључио Српској добровољачкој дивизији у Одеси, састављеној од заробљених или пребеглих аустроугарских војника словенског порекла (Срба, Хрвата и Словенаца). Дивизија је придодата 47. руском корпусу и послата на фронт у Добруџи.
У ноћи између 4. на 5. септембра 1916. године, потпоручник Ловрић је учествовао у бици против Бугара на Добруџи код места Кокарџа, где је командовао Четвртом четом Трећег батаљона Другог пука Српске добровољачке дивизије. Тешко је рањен и изгубио је оба ока. У болници у Одеси, Орден Светог Ђорђа IV степена му је уручила велика кнегиња Јелена Петровна Романов, супруга великог кнеза Ивана Константиновича и кћерка краља Петра I Карађорђевића. Ловрић јој се захвалио и рекао:
Височанство, ја сам свјестан своје жртве, и то је ситница од онога што је наш цјелокупни народ дао и што ће дати до коначног ослобођења и уједињења…
На ове речи, велика кнегиња Јелена Петровна Романов је заплакала. Написао је и писмо својој мајци у којој јој саопштава да је трајно изгубио вид:
Мајко! Немој да плачу очи твоје за очи моје кад не плачем ја. Немој да се бојиш за будућност моју кад се не бојим ја. Јер, знај, будућност је моја у будућности уједињеног народа нашег. У његовој срећи, биће и моја срећа…
Командант дивизије генерал Михаило Живковић Гвоздени је упутио циркуларну наредбу својим војницима, у којој је поздравио и похвалио Ловрићеву жртву:
Жртва потпоручника Ловрића уродиће плодом који је он с Вама заједно својом крвљу заливао – и витез „Светог Ђорђа“ ући ће с нама заједно у слободну и уједињену Југославију, за коју смо се борили.— генерал Михаило Живковић
На предлог официрског збора Другог пука Српске добровољачке дивизије, одликован је Карађорђевом звездом са мачевима.
Регент Александар Карађорђевић је указом од 11. фебруара 1917. године, унапредио Ловрића у чин резервног пешадијског поручника.

## Живот након рата
Ловрић је за своје жртве и подвиге унапређен у чин капетана. Своје слепило је доживљавао као највеће признање за своје идеале:
...када знам да сам очи моје дао за идеале домовине, лакше ми је: па и моја мати, када чује да сам изгубио очи у Добруџи, а не код Београда или Загреба, тешиће се још и тиме, што сам се борио, као Словен, за наше заједничке идеале, а када се они остваре онда ће без сумње њену сузу заменити благи осмех и матерински понос.
У Лондону, где се налазио од 1917. године, завршио је школу за слепе официре и вратио се у Краљевину Срба, Хрвата и Словенаца 1919. године.
На Видовдан 1920. године, организовао је велики народни збор на старом игралишту Хајдука.
О сећањима на Први светски рат и своју љубав Паљу из Одесе, написао је роман „Сузна јесен”, који је објавио 1922. године. Наредне године је у Загребу објавио и роман „Кроз снегове и магле”. За његову „Баладу о витезу”, музику је написао композитор Жарко Петровић.
Значајно се укључио у рад добровољачких, ветеранских и удружења ратних војних инвалида. Био је председник Удружења слепих Ријека, Удружења ратних добровољаца 1912—1918 Краљевине Југославије, Главног одбора Савеза слепих у Загребу, Савеза слепих Југославије и уредник „Добровољачког гласника” који је издавало Удружење ратних добровољаца 1912—1918. Помагао је рад Школе за слепе у Земуну, коју је водио Вељко Рамадановић.
На почетку Априлског рата 1941. године, избегао је у Београд, како би избегао да буде заробљен и убијен од усташа. Ту је остао до ослобођења 1945. године, када се вратио у родни крај. Након Другог светског рата, комунистичке власти и Министарство унутрашњих послова су 1947. године забранили рад Удружењу ратних добровољаца, што Ловрић никако није могао да разуме.
Последње године живота је провео у родној кући у Цриквеници. У свом интервјуу из 1984. године, поздравио је братство и јединство југословенских народа. Тада је још рекао:
Наша дивизија је доказала целоме свету шта значи добровољачка снага!
Умро је 26. новембра 1986. године у Цриквеници. Својих 29 одликовања завештао Војном музеју у Београду, где се она и данас чувају.

## Награде и признања

### Одликовања

#### Домаћа одликовања
- Карађорђева звезда са мачевима (Краљевина Србија)
- Орден Светог Саве III реда (Краљевина Југославија)
- Орден Светог Саве IV реда (Краљевина Југославија)
- Орден Белог орла са мачевима (Краљевина Југославија)

#### Страна одликовања
- Витез Ордена Светог Ђорђа IV степена (Руска империја)
- Орден Свете Ане III степена (Руска империја)
- Орден Михаила Витеза (Краљевина Румунија)
- Командирски крст Ордена круне Румуније (Краљевина Румунија)
- Орден белог лава са мачевима (Чехословачка)
- Легија части (Француска)[2]

### Друге награде
Савез слепих Србије му је 1984. године доделио награду „Филип Вишњић” за активан рад на пољу друштвене афирмације слепих и слабовидих.